# 神岡 (大字)
神岡，原寫為神崗，臺灣台語口語上稱為新廣或神廣，是臺灣臺中市神岡區的一個傳統地域名稱，也是全區行政中心所在地，位於該區南部偏西地帶。相較於今日行政區，其範圍大致包括神岡里、庄前里。

## 歷史
台灣清治末期至日治初期，神岡地區為一街庄，稱為「神崗庄」，隸屬於捒東上堡。該庄西北及北與與圳堵庄為鄰，東與北庄為鄰，東南邊一小段與社口庄、上楓樹腳庄為界，南邊為上員林庄，西邊為山皮庄。
1901年（日治明治三十四年）11月，全台廢縣廳改設二十廳，該庄隸屬於臺中廳。1903年（明治三十六年）6月，該庄編入「神崗區」，仍隸屬於臺中廳。1909年（明治四十二年）10月，合併二十廳為十二廳，神崗區隸屬不變。1920年（大正九年），全台地方制度大改正，廢十二廳改設五州二廳，該庄改制並雅化為「神岡」大字，隸屬於臺中州豐原郡神岡庄。
戰後神岡庄改制為神岡鄉，隸屬於臺中縣，大字亦改制為村。1950年10月，中、彰、投分治，神岡鄉仍隸屬臺中縣。2010年12月，臺中縣市合併為直轄臺中市，神岡鄉改制為神岡區，村亦改制為里。

## 聚落
本地區發展較早的聚落為神崗，在日治期初期的官方地圖上已有記載。此外，本地區尚有庄前聚落。

## 交通
區道中77線（中山路）是神岡至橫山的道路，其東北側端點位於神岡地區西北部區道中79線路口。由此向西偏南出境後，可經圳堵轉西南以前往山皮、埔子墘、十三寮、上橫山東南部、下橫山東北端並止於市道125號路口。

區道中78線（中山路）是神岡至社口的道路，其西側端點位於本地區西北部區道中79線路口。由此向東偏北轉東南東出境後，可前往北庄、社口並止於省道台10線路口。

區道中79線（三民路、三民南路、神林路）是舊莊至大雅的道路，大致以北北東—南南西走向轉北北西－南南東走向再轉縱向再轉東北－西南走向再轉北北西－南南東走向經過本地區西部。由該道路向北北東可前往圳堵、大突寮、楊厝寮地區東部的舊庄聚落南側並止於區道中73線路口，向南南東可前往上員林、下員林並止於省道台10線路口。

## 學校
- 神圳國中
- 神岡國小

## 運動休閒
- 潭雅神自行車道

## 廟宇
- 紅圳頭義民祠（義民廟）